# Grand Prix Wielkiej Brytanii 1983

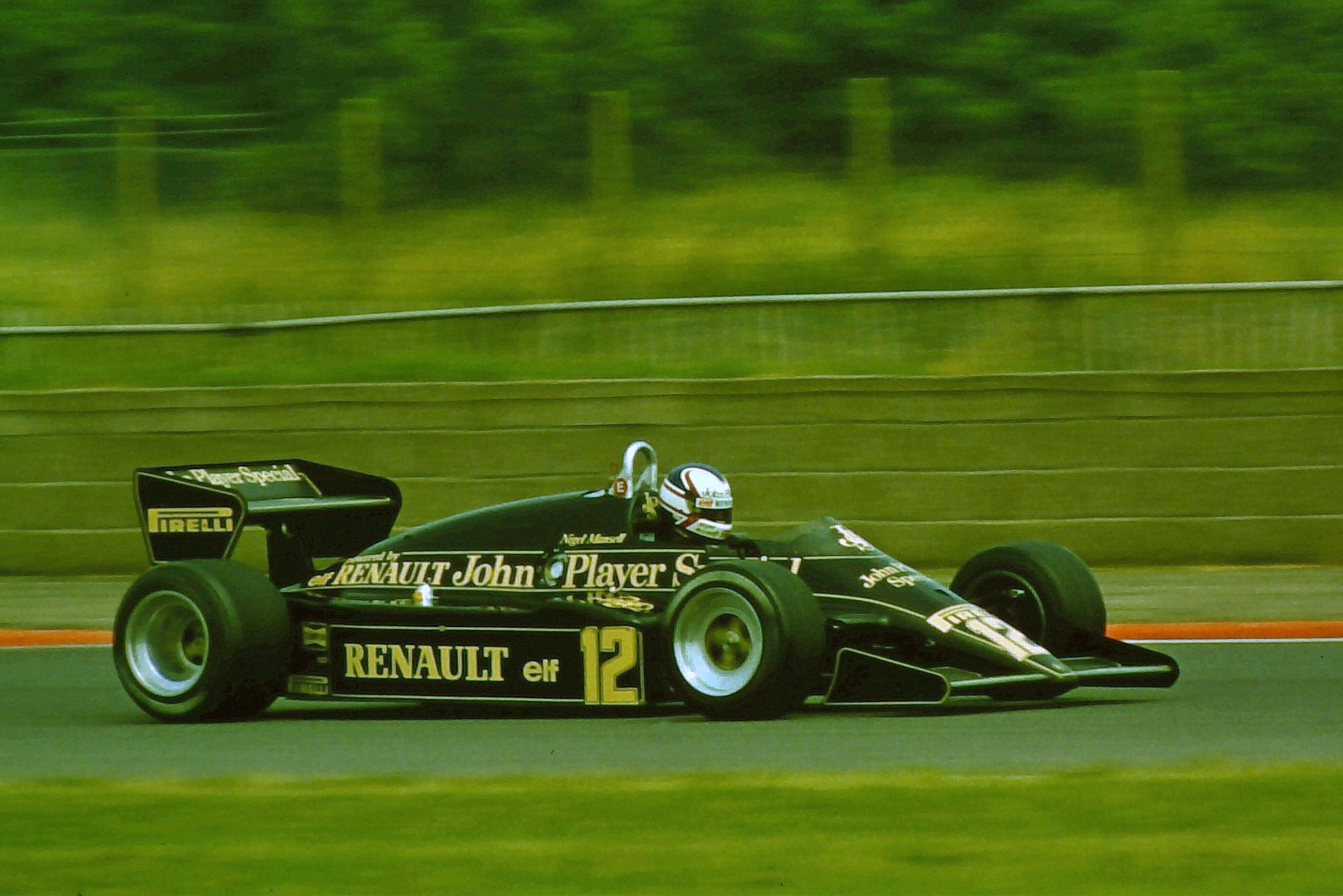
Nigel Mansell podczas Grand Prix Wielkiej Brytanii 1983

Grand Prix Wielkiej Brytanii 1983 (oryg. Marlboro British Grand Prix) – dziewiąta runda Mistrzostw Świata Formuły 1 w sezonie 1983, która odbyła się 16 lipca 1983, po raz 19. na torze Silverstone.
36. Grand Prix Wielkiej Brytanii, 34. zaliczane do Mistrzostw Świata Formuły 1.

## Klasyfikacja
| Legenda oznaczeń w tabelach wyników Wyświetl szablon na nowej stronie | Legenda oznaczeń w tabelach wyników Wyświetl szablon na nowej stronie                                                                     |
| Oznaczenie                                                            | Wyjaśnienie |
| --------------------------------------------------------------------- | --- |
| Złoty                                                                 | Zwycięzca lub mistrzostwo |
| Srebrny                                                               | 2. miejsce lub wicemistrzostwo |
| Brązowy                                                               | 3. miejsce lub II wicemistrzostwo |
| Zielony                                                               | Ukończył, punktował (w klasyfikacji generalnej, gdy zdobył co najmniej jeden punkt na przestrzeni sezonu, poza trzema powyższymi opcjami) |
| Niebieski                                                             | Ukończył, nie punktował (w klasyfikacji generalnej, gdy nie zdobył co najmniej jednego punktu na przestrzeni sezonu)                      |
| Czerwony                                                              | Nie zakwalifikował się (NZ) |
| Czerwony                                                              | Nie prekwalifikował się (NPK) |
| Różowy                                                                | Nie ukończył (NU) |
| Różowy                                                                | Niesklasyfikowany (NS) (w klasyfikacji generalnej, gdy nie został sklasyfikowany w żadnym wyścigu sezonu)                                 |
| Czarny                                                                | Zdyskwalifikowany (DK) |
| Czarny                                                                | Wykluczony (WYK/EX) |
| Biały                                                                 | Nie wystartował (NW) |
| Biały                                                                 | Kontuzjowany (K/INJ) |
| Biały                                                                 | Wyścig odwołany (OD/C) |
| Bez koloru                                                            | Został wycofany (WYC/WD) |
| Bez koloru                                                            | Nie przybył (NP/DNA) |
| Bez koloru                                                            | Nie brał udziału w treningach (NT/DNP) |
| Bez koloru                                                            | Nie został zgłoszony (–) |
| Pogrubienie                                                           | Start z pole position |
| Kursywa                                                               | Najszybsze okrążenie wyścigu |
| †                                                                     | Nie ukończył, ale jego rezultat został zaliczony ze względu na przejechanie więcej niż 90% dystansu wyścigu.                              |
| *                                                                     | Sezon w trakcie |
| 1/2/3                                                                 | Punktowana pozycja w sprincie kwalifikacyjnym                                                                                             |
| Lista systemów punktacji Formuły 1                                    | |

| Poz | Nr | Kierowca           | Konstruktor       | Okrążeń | Czas/powód NU      | Poz. start. | Punkty |
| --- | -- | ------------------ | ----------------- | ------- | ------------------ | ----------- | ------ |
| 1   | 15 | Alain Prost        | Renault           | 67      | 1:24:39.780        | 3           | 9      |
| 2   | 5  | Nelson Piquet      | Brabham-BMW       | 67      | + 19.161           | 6           | 6      |
| 3   | 27 | Patrick Tambay     | Ferrari           | 67      | + 26.246           | 2           | 4      |
| 4   | 12 | Nigel Mansell      | Lotus-Renault     | 67      | + 38.952           | 18          | 3      |
| 5   | 28 | René Arnoux        | Ferrari           | 67      | + 58.874           | 1           | 2      |
| 6   | 8  | Niki Lauda         | McLaren-Ford      | 66      | + 1 okrążenie      | 15          | 1      |
| 7   | 23 | Mauro Baldi        | Alfa Romeo        | 66      | + 1 okrążenie      | 11          |        |
| 8   | 22 | Andrea de Cesaris  | Alfa Romeo        | 66      | + 1 okrążenie      | 9           |        |
| 9   | 7  | John Watson        | McLaren-Ford      | 66      | + 1 okrążenie      | 24          |        |
| 10  | 25 | Jean-Pierre Jarier | Ligier-Ford       | 65      | + 2 okrążenia      | 25          |        |
| 11  | 1  | Keke Rosberg       | Williams-Ford     | 65      | + 2 okrążenia      | 13          |        |
| 12  | 2  | Jacques Laffite    | Williams-Ford     | 65      | + 2 okrążenia      | 20          |        |
| 13  | 3  | Michele Alboreto   | Tyrrell-Ford      | 65      | + 2 okrążenia      | 16          |        |
| 14  | 4  | Danny Sullivan     | Tyrrell-Ford      | 65      | + 2 okrążenia      | 23          |        |
| 15  | 30 | Thierry Boutsen    | Arrows-Ford       | 65      | + 2 okrążenia      | 17          |        |
| 16  | 33 | Roberto Guerrero   | Theodore-Ford     | 64      | + 3 okrążenia      | 21          |        |
| 17  | 29 | Marc Surer         | Arrows-Ford       | 64      | + 3 okrążenia      | 19          |        |
| NU  | 9  | Manfred Winkelhock | ATS-BMW           | 49      | Silnik             | 8           |        |
| NU  | 26 | Raúl Boesel        | Ligier-Ford       | 48      | Zawieszenie        | 22          |        |
| NU  | 32 | Piercarlo Ghinzani | Osella-Alfa Romeo | 46      | Problemy z paliwem | 26          |        |
| NU  | 35 | Derek Warwick      | Toleman-Hart      | 27      | Skrz. biegów       | 10          |        |
| NU  | 6  | Riccardo Patrese   | Brabham-BMW       | 9       | Turbosprężarka     | 5           |        |
| NU  | 40 | Stefan Johansson   | Spirit-Honda      | 5       | Problemy z paliwem | 15          |        |
| NU  | 16 | Eddie Cheever      | Renault           | 3       | Silnik             | 7           |        |
| NU  | 36 | Bruno Giacomelli   | Toleman-Hart      | 3       | Turbosprężarka     | 12          |        |
| NU  | 11 | Elio de Angelis    | Lotus-Renault     | 1       | Turbosprężarka     | 4           |        |
| NZ  | 34 | Johnny Cecotto     | Theodore-Ford     |         |                    |             |        |
| NZ  | 31 | Corrado Fabi       | Osella-Alfa Romeo |         |                    |             |        |
| NZ  | 17 | Kenny Acheson      | RAM-Ford          |         |                    |             |        |